# Andrew Gordon Magrath
Andrew Gordon Magrath, född 8 februari 1813 i Charleston i South Carolina, död 9 april 1893 i Charleston i South Carolina, var en amerikansk jurist och politiker (demokrat). Han var South Carolinas guvernör i slutskedet av amerikanska inbördeskriget 1864–1865.
Magrath utexaminerades från South Carolina College (numera University of South Carolina), studerade sedan vid Harvard Law School och inledde 1835 sin karriär som advokat i South Carolina. Han tjänstgjorde som domare i en federal domstol 1856–1860.
Magrath efterträdde 1864 Milledge Luke Bonham som South Carolinas guvernör. Han avsattes och fängslades i samband med nordstaternas seger i inbördeskriget.
Magrath avled 1893 och gravsattes på Magnolia Cemetery i Charleston.